# Andrea Luci
Andrea Luci, född 30 mars 1985 i Piombino, är en italiensk fotbollsspelare som spelar för Livorno.

## Karriär

### Den tidiga karriären
Andrea Luci föddes i Piombino, Livorno, men inledde karriären som ungdomsspelare i Fiorentina.
Luci ansågs lovande och snappades upp av Juventus, där ungdomskarriären fortsatte.
I juni 2005 lånades Luci ut till Torres för att skaffa sig värdefull erfarenhet i Serie C1. Luci fick mycket speltid och var nära att sensationellt ta sig upp i Serie B.
Säsongen efter lånades Luci istället ut till Serie B-laget Pescara. I Pescara spelade Luci fortsatt bra, men laget åkte ur.

### Ascoli
Inför säsongen 2007-2008 lånade Luci ut till Ascoli, som fick rätt att köpa loss spelaren, vilket man också gjorde. Under sina tre säsonger med Ascoli utvecklades Luci till en av klubbens absolut viktigaste spelare.

### Livorno
Efter framgången i Ascoli följde Luci sommaren 2010 med tränaren Giuseppe Pillon till Livorno. Luci spelad en viktig roll på Livornos mittfält. Under sin andra säsong i klubben, 2011–2012, utsågs han till lagkapten efter att Francesco Tavano och Tomas Danilevičius lämnat klubben under sommaren.
Den 21 december 2019 spelade Luci sin 300:e ligamatch för Livorno.

### Carrarese
Den 24 september 2020 skrev Luci på för Serie C-klubben Carrarese.

### Återkomst i Livorno
Den 29 december 2021 blev Luci klar för en återkomst i Livorno i Eccellenza (italienska femtedivisionen). I april 2023 spelade han sin 370:e ligamatch för klubben, vilket blev ett nytt klubbrekord.